# دادگاه‌های نظامی در ایالات متحده آمریکا
دادگاه‌های نظامی در ایالات متحده آمریکا (به انگلیسی: Courts-martial in the United States) دادگاههای جنایی هستند که توسط «دادگستری نظامی» برای پرسنل نیروهای نظامی ایالات متحده آمریکا که از قوانین و مقررات ارتش تخطی کرده‌باشند، برگزار می‌شوند.

## قوانین دادگاه‌های نظامی
بر اساس قوانین «راهنمای دادگاه‌های نظامی»، متهمان جرایم جزایی سنگین در صورت احراز مجرمیت‌شان در دادگاه ممکن است به «اعدام» یا «حبس ابد بدون حق فرجام‌خواهی» و «اخراج از ارتش» محکوم شوند. بر اساس «راهنمای دادگاه‌های نظامی» اگر عضوی از نیروهای نظامی ایالات متحده آمریکا به «انتشار اطلاعات طبقه‌بندی‌شده و هم‌دستی با دشمن» مجرم شناخته شود، به «حبس ابد» محکوم خواهد شد.
متهمان جرایم غیر جزایی نیز ممکن است در دادگاه‌های نظامی به «تنبیه اداری» که می‌تواند شامل تنزل رتبه، وظایف اضافی و عدم پرداخت حقوق باشد، محکوم شوند.
مطابق قوانین دادگاه‌های نظامی در ایالات متحده آمریکا، سربازان برای حضور در دادگاه باید صورت خود را تراشیده و مطابق قوانین انضباطی ارتش آمریکا، ظاهر خود را آماده کنند.